# Tuchów
Tuchów ist eine Stadt im Powiat Tarnowski der Woiwodschaft Kleinpolen in Polen. Sie ist Sitz der gleichnamigen Stadt-und-Land-Gemeinde mit etwa 18.000 Einwohnern.

## Gemeinde
Zur Stadt-und-Land-Gemeinde (gmina miejsko-wiejska) gehören neben der Stadt Tuchów weitere Dörfer mit 13 Schulzenämtern.

### Gemeindepartnerschaften
- Saint-Jean-de-Braye, Frankreich. Am 14. Februar 2020 hat die französische Seite die Partnerschaft aus Protest gegen eine Resolution des Stadtrats von Tuchów aufgekündigt, in der die Gemeinde zur „LGTB-freien Zone“ erklärt wurde.[1]
- Illingen (Saar)

## Persönlichkeiten
- Marek Marian Piątek (* 1954), polnischer Geistlicher
- Mordecai Ardon (1896–1992), israelischer Künstler
- Lucja Radwan (* 1951), österreichische Malerin